# Головково (платформа)
Головко́во — остановочный пункт главного хода Октябрьской железной дороги (Ленинградское направление) в городском округе Солнечногорск Московской области. Находится между деревнями Головково и Мошницы. В 700 м к северо-западу от платформы протекает река Истра.
Билетная касса отсутствует, однако приблизительно в июле 2023 года, в связи с введением новой технологии оформления электронных билетов на Ленинградском направлении, появились валидаторы, которые служат для активации проездных документов. Тем не менее, станция не считается оборудованной для покупки билета.